# Иза
Иза (укр. Іза) — село, входит в Хустскую городскую общину Хустского района Закарпатской области Украины. Жители села известны ремеслом лозоплетения.
Население по переписи 2001 года составляло 5237 человек. Почтовый индекс — 90436. Телефонный код — 3142. Код КОАТУУ — 2125383601.

## История
Впервые упоминается в 1387 году. Легенда связывает название села с прозвищем первого поселенца Изая. Данная местность была заселена с древнейших времен. Рядом с селом найдены два кургана рубежа новой эры и III—IV веков.
В XVI—XVII веках жители Изы были крепостными Хустской доминии, а затем феодалов Жигмундов. Население занималось в основном земледелием — сеяли главным образом рожь, ячмень, пшеницу, овес. Развивалось также животноводство. Кроме того, здесь были распространены рыболовство и охота. В реках Тисе и Рике водилось много рыбы, а в окружающих лесах — дичь. Крепостные платили денежные и натуральные поборы, а также отрабатывали барщину. Они отдавали доминии девятину от урожая, десятину от скота, определенное количество кур, яиц, гусей, установленную сумму денег, удерживали в течение зимы домениального скот. Жители Изы приняли участие в крестьянской войне 1514 года под предводительством Дьёрдя Дожи и других народных выступлениях. В 1786 году треть населения села Иза умерла от голода.
В 1830 году в селе проживало 1198 человек. В конце XIX века в селе широко распространился промысел плетения корзин из лозы. Одним из его родоначальников был Иван Кашко. Он научил этому ремеслу двух сыновей, а затем им стали заниматься еще несколько жителей села. Свои изделия они продавали на базаре в Хусте и в других городах. С 1909—1910 годов много безземельных и малоземельных жителей Изы были заняты плетением корзин. Кроме изготовления корзин, здесь оплетали лозой стеклянные бутыли для вина, а также для химических веществ, выпускаемых акционерным обществом «Клотильда» в Великом Бычкове. Летом крестьяне готовили лозу, чистили ее от коры, красили, а зимой занимались плетением.
В начале XX века Иза была большим селом Марамороской жупы. Если в 1873 году здесь насчитывалось 365 жилых домов и 1707 жителей, то в 1900 году — 519 жилых домов и 2505 жителей. Из общего количества жителей 2248 человек (более 90 %) составляли русины, 219 — немцы, 36 — венгры и 42 — румыны. С 1899 года в Изе действовала начальная школа. Обучение в ней велось на венгерском языке. В 1900 году только 433 жителя умели читать и писать. Против политики национального угнетения местного населения выступал Иван Раковский, который жил в селе с 1859 по 1885 год. Сюда он приехал из Будапешта, где был редактором нескольких русскоязычных периодических изданий. Он умер в Изе, где и похоронен.
После образования Венгерской Советской Республики в марте 1919 года была установлена советская власть. В конце апреля село захватили войска Румынии, на смену которым в сентябре пришли чехословацкие власти. Однако влияние коммунистов здесь оставалось сильным — во время парламентских выборов в 1925 году Коммунистическая партия Чехословакии получили 708 голосов (50 %).
В 1921 году были основаны Свято-Николаевский храм и монастырь. Село известно тем, что с него началось возрождение Православия в крае после векового униатского владычества. Одним из духовных вождей этого возрождения был святой Алексий Карпаторусский, нетленные мощи которого пребывают в Изском Свято-Николаевском мужском монастыре. Родом из этого села был и другой святой — преподобный Иов Угольский (Кундря).

## Современность
Центр лозоплетения Закарпатья.
В селе расположен завод «Албион Гроуп», европейского производителя павильонов для бассейнов.
Здесь же находится единственная на Украине ферма по разведению пятнистых манчжурских оленей, которая поставляет сырье для производства пантокрина.

## Известные люди
- В Изе родился русский поэт-антифашист Дмитрий Вакаров (1920—1945), в родном селе открыт его музей.
- Жил, умер и похоронен Михаил Андрелла (около 1638—ум. 1710) — священник, писатель-полемист, активный борец против унии и Ватикана, сторонник воссоединения Закарпатья с Россией.
- Алексий (Кабалюк) (1877—1947) — карпаторусский православный священнослужитель, миссионер и общественный деятель. Местночтимый святой Украинской Православной Церкви (Московского Патриархата), почитается как преподобный Алексий, карпаторусский исповедник.
- В Изе родился архимандрит Русской православной церкви Иов Угольский (1902—1986).

## Примечание
1. ↑  Лозоплетіння — стабільний прибуток і зайнятість населення с.Іза на Закарпатті // Український лісовий ринок, 20.06.2006 Архивная копия от 5 марта 2016 на Wayback Machine
2. ↑  Сніжана Русин. Михайло Бугаш розводить оленів // Газета по-українськи, № 305, 8.02.2007